# Маяк Тенантс-Харбор
Маяк Тенантс-Харбор (англ. Tenants Harbor Light) — маяк, расположенный на небольшом острове Южный, который находится на входе в небольшой залив Тенантс-Харбор, где расположена одноимённая деревня, округ Нокс, штат Мэн, США. Построен в 1857 году. Деактивирован в 1934 году. Административно принадлежит городу Сент-Джордж.

## История
Небольшой остров Южный расположен на входе в небольшой залив Тенантс-Харбор, также неподалеку проходят пути в город Рокленд и залив Пенобскот. Первые предложения построить в этом месте маяк датируются 1838 годом, но Конгресс США счел развитие экономики региона (главными статьями которой были рыболовство и добыча гранита) достаточным для выделение средств на строительство маяка только в 1854 году, выделив на строительство 4 500$. Строительство было завершено в 1857 году. Маяк представлял собой цилиндрическую кирпичную башню высотой 8,2 метров, оборудованную линзой Френеля. Дом смотрителя был деревянным и соединялся с башней небольшим крытым переходом. В 1895 к комплексу зданий было добавлено хозяйственное строение. В 1906 году дополнительно были построены небольшая котельная и эллинг. В 1934 году Береговая охрана США признала маяк избыточным и вывела его из эксплуатации. В 1978 году маяк купил известный американский художник Эндрю Уайет.
В 1987 году он был включен в Национальный реестр исторических мест.

## В произведениях культуры и искусства
Маяк неоднократно изображался на картинах Эндрю и Джейми Уайетов: Противотуманный колокол (1967) и Сингальные флаги (Эндрю Уайет); Ирис в море, Маяк и одуванчики, Стая (1995), Закат на Южном острове (1995), Маяк (Джейми Уайет).